# Feast of Wire
Feast of Wire je četvrti studijski album američkog americana/indie rock sastava Calexico, objavljen 18. veljače 2003. u izdanju Quarterstick Recordsa.

## Popis pjesama
| 1.    | »Sunken Waltz«               | Burns, Convertino             | 2:27 |
| 2.    | »Quattro (World Drifts In)«  | Burns, Convertino             | 4:37 |
| 3.    | »Stucco«                     | Burns                         | 0:20 |
| 4.    | »Black Heart«                | Burns, Burns, Convertino      | 4:48 |
| 5.    | »Pepita«                     | Burns, Convertino             | 2:36 |
| 6.    | »Not Even Stevie Nicks«      | Burns, Convertino             | 2:42 |
| 7.    | »Close Behind«               | Burns                         | 2:51 |
| 8.    | »Woven Birds«                | Burns, Convertino             | 3:46 |
| 9.    | »The Book And The Canal«     | Convertino                    | 1:45 |
| 10.   | »Attack El Robot! Attack!«   | Burns, Convertino             | 3:17 |
| 11.   | »Across The Wire«            | Burns                         | 3:25 |
| 12.   | »Dub Latina«                 | Burns, Convertino             | 2:19 |
| 13.   | »Guero Canelo«               | Burns                         | 2:57 |
| 14.   | »Whipping The Horses's Eyes« | Burns, Convertino             | 1:24 |
| 15.   | »Crumble«                    | Burns, Convertino, Valenzuela | 3:54 |
| 16.   | »No Doze«                    | Burns, Convertino, Niehaus    | 4:21 |
| 47:30 |                              |                               |      |

## Osoblje

### Calexico
- John Convertino - bubnjevi, vibrafon, marimba, perkusije, harmonika, klavir
- Joey Burns - uspravni bas, čelo, gitara, loopovi, mandolina, vokali, perkusije, harmonika, orgulje

### Dodatno osoblje
- Martin Wenk - truba, harmonika
- Paul Niehaus - pedal steel
- Jacob Valenzuela - truba
- Nick Luca - sintesajzer, klavir, gitara
- Volker Zander - bas
- Craig Schumacher - sintesajzer, truba

### Produkcija
- Joey Burns, John Convertino i Craig Schumacher - producenti
- Craig Schumacher i Nick Luca - snimatelji
- Miksano u Wavelab Studios, Tucson, Arizona
- John Golden - mastering

## Recenzije
Prema Metacriticu, album je primljen izrazito povoljno jer je postotak pozitivnih recenzija 86 od 100.
Joe Tangari s Pitchforka bio je oduševljen i napisao kako je Calexico konačno usavršio svoje glazbeničke vještine i dostavio gotovo savršen album: "Calexico je uvijek prijetio napraviti spektakularan album, a tome su približili 1998. s The Black Light, ali su se posljednje tri godine brušenja svojih vještina isplatile na načine koje nitko nije mogao predvidjeti. Feast of Wire doziva nevjerojatni, pomno čuvani arsenal žanrova, tekstura i slika da vas transportira na zaboravljena mjesta Jugozapada i stavlja vas u cipele ljudi koji zure preko granice u oba smjera. Je li ovo album za koji smo uvijek znali da imaju u sebi, ali se bojali da ga nikad neće snimiti."
Adrien Begrand s PopMattersa nije dijelio toliko oduševljenje, ali je ipak album ocijenio u iznimno pozitivnim tonovima: "Calexicov Feast of Wire ni u kom slučaju nije klasik, ali je dobar, solidan album sastava koji se pokazuje kao pouzdan dostavljač konzistentno dobrih albuma. Radi se o albumu kojem se mora dopustiti da ga se dublje upozna, a kad mu se dadne prilika, pokazuje se opojnim."
Aleksandar Dragaš je u svojoj recenziji za Vip.hr napisao kako je jedini problem albuma što nema nijedan upečatljiv hit, iako je pohvalio poigravanje žanrovima i filmsku kvalitetu glazbe: "Feast of Wire najzaokruženiji je i najpristupačniji album Calexica, posebice interesantan za publiku odraslu uz Toma Waitsa i Los Lobos."

## Vanjske poveznice
- Albumi Calexica